# Eric Thornton
Pour les articles homonymes, voir Thornton.
Eric Thornton, né le 5 juillet 1882 à East Preston au Royaume-Uni, à proximité de Worthing dans le comté anglais du Sussex de l'Ouest, et mort le 26 novembre 1945 à Anvers en Belgique est un footballeur anglais et international belge qui joue au poste de gardien de but.

## Biographie
Étudiant puis résidant en Belgique, il est gardien de but au Léopold Football Club puis au Beerschot AC avant la guerre 1914-1918.
Bien qu'étant citoyen britannique, Thornton a la particularité d'avoir joué deux matches officiels avec l'équipe de Belgique. Après avoir gardé sans problèmes les buts des Belges lors d'un match amical contre les Pays-Bas le 30 avril 1905, il termine sa carrière internationale de manière rocambolesque : pour la rencontre suivante, le 7 mai contre la France à Bruxelles, il est remplacé par le gardien du Racing Club de Bruxelles, Robert Hustin à la suite de la protestation des Français. Cela n'empêche pas les Tricolores de perdre… 7 à 0. Le portier anglais joue son deuxième match international contre les Pays-Bas, une semaine après.

## Palmarès
- International belge en 1905 (deux sélections, huit buts encaissés)
- premier match international : le 30 avril 1905, Belgique-Pays-Bas, 1-4 (match amical)
- deuxième match international : le 14 mai 1905, Pays-Bas-Belgique, 4-0 (match amical)
- Médaille de bronze aux Jeux olympiques de 1900 avec l'université de Bruxelles (match de démonstration perdu contre le Club français)